# Le Fayet

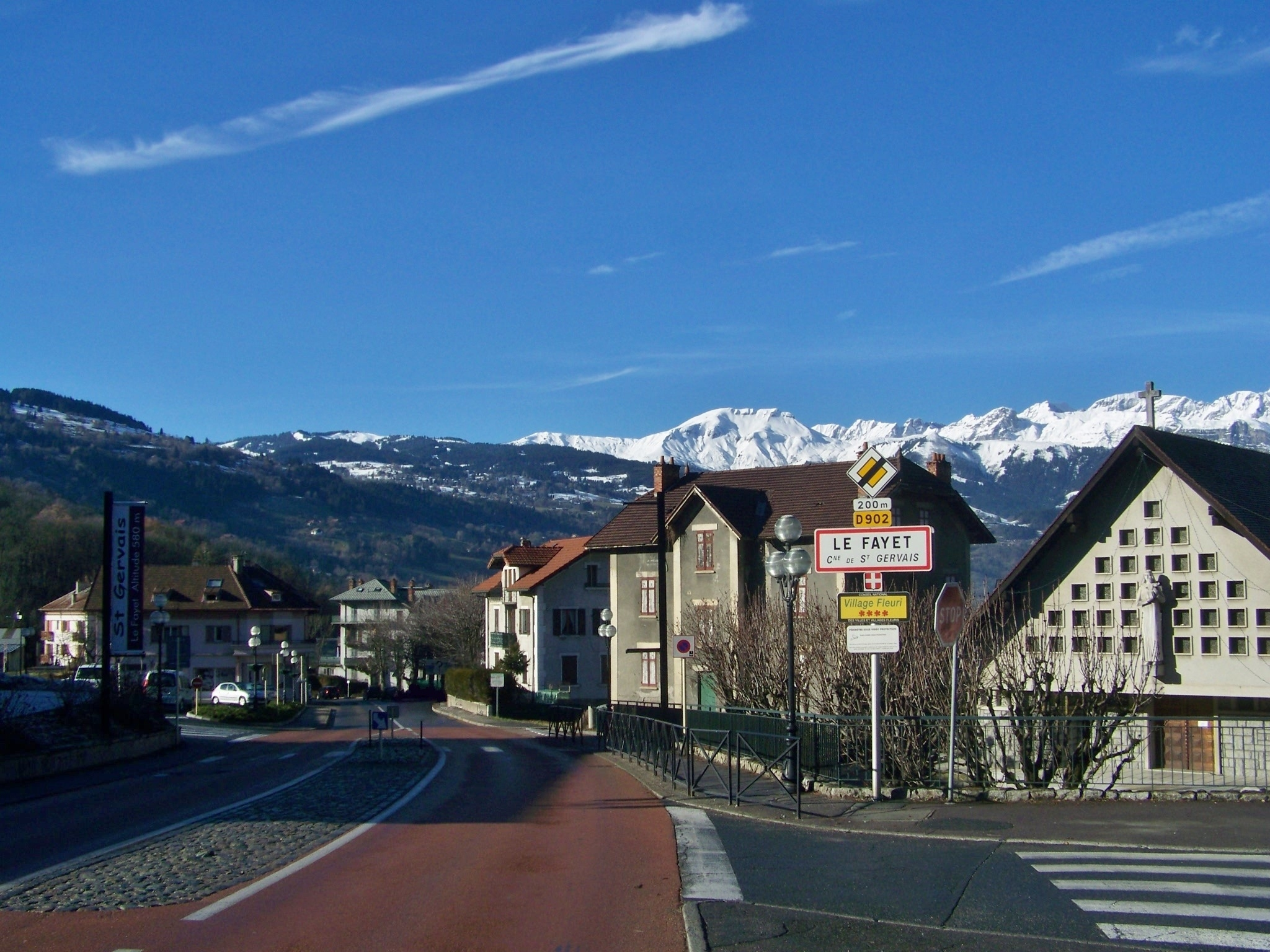
Le Fayet in Saint-Gervais-les-Bains

Le Fayet is een gehucht in de Franse gemeente Saint-Gervais-les-Bains in het departement Haute-Savoie. De grootste kern ligt op zo'n 570 meter boven zeeniveau. Daarnaast zijn er Le Fayet du milieu (ca. 650 meter) en Le Fayet d'en haut (ca. 730 meter).

## Geschiedenis
Tot de 19e eeuw was het een gehucht met enkele boerderijen en houtzagerijen, zo'n 200 meter beneden de hoofdplaats Saint-Gervais. 
Begin 19e eeuw, toen kuuroorden aan populariteit wonnen op het Europese vasteland, werd bij Le Fayet een warmwaterbron ontdekt, wat toerisme op gang bracht; het is aan deze bron dat de gemeente de toevoeging 'les-Bains' in haar naam dankt. In 1892 werden de thermen echter vernield door een catastrofale modderstroom. Ze werden heropgebouwd, maar de thermen beleefden niet meer hetzelfde succes.
In diezelfde periode bouwde Frankrijk een fijnmazig netwerk van lokale spoorwegen uit. Door zijn ligging helemaal op het einde van een breed dal, werd Le Fayet – met het station Saint-Gervais-les-Bains-Le Fayet – in 1898 de terminus van de spoorlijn vanuit La Roche-sur-Foron en Annecy. In 1905 werd begonnen met de bouw van de tandradbaan Tramway du Mont Blanc, die Le Fayet moest verbinden met de top van de Mont Blanc. Sinds 1913 verbindt de tandradbaan het gehucht met Nid d'Aigle op 2372 meter hoogte.
In 1929 kreeg Le Fayet zijn eigen parochiekerk.
In de loop van de 20e eeuw raakte de laagstgelegen kern van Le Fayet vergroeid met Marlioz-l'Abbaye in de gemeente Passy.